# Jakob Yngvason

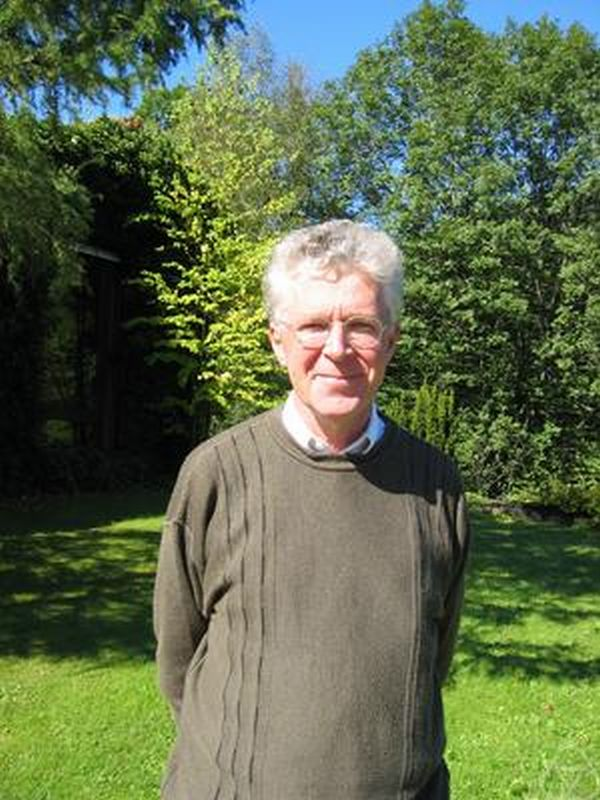
Jakob Yngvason, Oberwolfach 2005

Jakob Yngvason (* 23. November 1945 in Reykjavík) ist ein isländisch-österreichischer theoretischer und mathematischer Physiker.
Jakob Yngvason studierte nach dem Abitur in Reykjavík 1964 an der Universität Göttingen, wo er 1969 sein Physik-Diplom erwarb und 1973 bei Hans-Jürgen Borchers promovierte. Danach war er wissenschaftlicher Assistent in Göttingen, wo er sich 1979 habilitierte. Ab 1979 war er Wissenschaftler (Senior Research Scientist) am Science Institute der Universität von Island in Reykjavík und ab 1985 Professor für theoretische Physik an dieser Universität. Er wurde 1996 ordentlicher Professor an der Universität Wien und ist dort seit Oktober 2014 emeritiert. In den Jahren 1998–2003 war er Präsident und 2004–2011 wissenschaftlicher Direktor des Erwin-Schrödinger-Instituts für Mathematische Physik in Wien. Er war unter anderem Gastwissenschaftler an der Rutgers University, an den Universitäten von Göttingen und Leipzig, am IHES, der Nordita, am Max-Planck-Institut für Physik in München und am DESY.
Jakob Yngvason arbeitete unter anderem mit Elliott Lieb zusammen über mathematische Grundlagen der Thermodynamik (axiomatische Entropie-Definition) und statistischen Mechanik (unter anderem Verhalten von Materie bei extrem hohen Magnetfeldern wie im Innern von Pulsaren in der Quantenstatistik).
1993 erhielt er den Ólafur-Daníelsson-Preis in Mathematik, 2002 den Levi-Conant Preis der American Mathematical Society (zusammen mit Elliott Lieb), und 2004 den Erwin Schrödinger-Preis der Österreichischen Akademie der Wissenschaften. Er war Vizepräsident der International Association of Mathematical Physics 2000–2005. 1994 hielt er einen Plenarvortrag auf dem 13. Internationalen Kongress für Mathematische Physik in Paris. Er ist Mitglied der Societas Scientiarum Islandica und korrespondierendes Mitglied der Akademie der Wissenschaften zu Göttingen und der Königlich Dänischen Akademie der Wissenschaften.

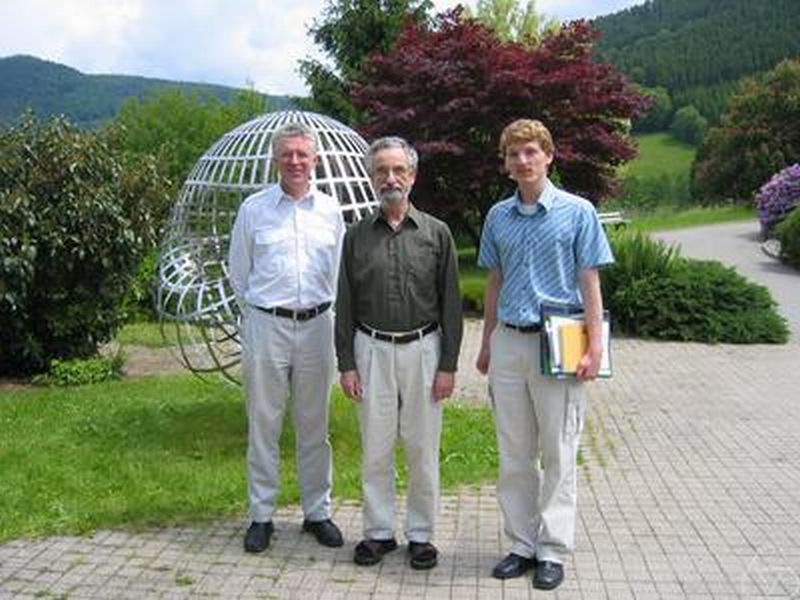
Jakob Yngvason (links), Lieb, Seiringer (rechts) in Oberwolfach 2004

Zu seinen Doktoranden zählt Robert Seiringer.
Er ist mit Guðrún Kvaran, Professorin für Lexikographie an der Universität Reykjavík, verheiratet.